# Wrongdoers
Wrongdoers è il sesto album in studio del gruppo musicale metalcore statunitense Norma Jean. L'album è stato pubblicato il 6 agosto 2013 ed è la seconda uscita della band attraverso l'etichetta Razor & Tie. È il primo album a presentare il chitarrista Jeff Hickey, il bassista John Finnegan e il batterista Clayton Holyoak. Wrongdoers ha raccolto critiche da parte della critica musicale in pubblicazioni come Alternative Press, Decibel, Exclaim! e Revolver Magazine, e ha venduto 8 340 copie nella sua prima settimana.
MetalSucks ha scritto che "è veloce, è macinato, è metal, è punk rock, è tutto ciò che vuoi che Norma Jean sia." "L'iniezione di metal di Greg Kennelty ha detto che la canzone era" molto più pesante di quanto pensassi. Molto più pesante."
La band Norma Jean ha creato un set di dischi in vinile da 3,5 pollici in edizione limitata del singolo "AHH! SHARK BITE AHH!" che sono stati stampati e resi disponibili come aggiunta a un pre-ordine dell'album.
Norma Jean ha anche pubblicato una serie di documentari sui loro progressi nell'album intitolato "The Making of Wrongdoers". Il documentario completo è disponibile esclusivamente con un acquisto su iTunes dell'album.
Ad Allmusic, Gregory Heaney disse che l'album aveva vari ritmi e trame musicali. Jeff Treppel di Decibel ha affermato che era molto assertivo dal punto di vista musicale, e Jason Schreurs di Alternative Press ha scritto che la musica potrebbe aver superato il loro album precedente nel taglio "pesantezza, emozione, umore e pura adrenalina".
Wrongdoers ha ottenuto il plauso della critica musicale. Metacritic, che assegna un punteggio medio ponderato a valutazioni e recensioni di critici mainstream selezionati, che sulla base di otto recensioni, l'album ha ricevuto un Metascore di 85. Su About.com, Todd Lyons ha ritenuto che l'uscita "funzionasse all'interno del framework ormai standard di 11 tracce per diffondere un'oscura tenera determinazione in tutto l'album." Gregory Heaney di Allmusic ha detto che "i fan saranno felici di raccogliere i premi del loro duro lavoro e la perseveranza di una band che è ancora fedele allo spirito del metalcore." Dan Slessor degli Outburn notò come l'album fosse" guidato dalla frustrazione ", ma definì l'uscita" un mostro assoluto di un disco ". In AbsolutePunk, Jake Jenkins dichiarò che "Wrongdoers ti afferra per la gola dall'inizio, e quando finalmente rilascia la sua presa non puoi fare a meno di tornare indietro."
Su Alternative Press, Jason Schreurs ha proclamato che "Wrongdoers è la band in piedi, i pugni in aria, urlando al cielo". Inoltre, Schreurs ha affermato che "da quando abbiamo già fatto riferimento al precedente album dei Norma Jean, Meridional, come il loro "primo vero capolavoro", dobbiamo chiamare Wrongdoers il loro prossimo capolavoro."

## Tracce
1. Hive Minds – 6:44
2. If You Got It at Five, You Got It at Fifty – 2:17
3. Wrongdoers – 4:49
4. The Potter Has No Hands – 3:16
5. Sword in Mouth, Fire Eyes – 4:25
6. Afterhour Animals – 0:50
7. The Lash Whistled Like a Singing Wind – 1:07
8. Neck in the Hemp – 3:10
9. Triffids – 3:33
10. Funeral Singer – 5:01
11. Sun Dies, Blood Moon – 14:11